# México nos Jogos Pan-Americanos
O México competiu em todas as edições dos Jogos Pan-Americanos e sediou o evento em duas oportunidades, na Cidade do México em 1955 e novamente em 1975. Em 2011 o México se tornará o primeiro país a sediar o evento pela terceira vez, já que a cidade de Guadalajara irá recebê-lo. O México também mandou representantes para a única edição dos Jogos Pan-Americanos de Inverno, realizada em Las Leñas, em 1991, mas não conseguindo medalhas.
O país compete com o código de país do COI MEX.

## Quadro de Medalhas

### Verão
| Ano   | Sede             | Gold. | Silver. | Bronze. | Total | Pos. |
| ----- | ---------------- | ----- | ------- | ------- | ----- | ---- |
| 1951  | Buenos Aires     | 4     | 9       | 27      | 40    | 6    |
| 1955  | Cidade do México | 17    | 11      | 30      | 58    | 3    |
| 1959  | Chicago          | 6     | 11      | 12      | 29    | 4    |
| 1963  | São Paulo        | 2     | 8       | 15      | 25    | 8    |
| 1967  | Winnipeg         | 7     | 16      | 25      | 48    | 5    |
| 1971  | Cáli             | 7     | 11      | 23      | 41    | 5    |
| 1975  | Cidade do México | 9     | 13      | 38      | 60    | 4    |
| 1979  | São João         | 3     | 6       | 29      | 38    | 6    |
| 1983  | Caracas          | 7     | 11      | 24      | 42    | 6    |
| 1987  | Indianápolis     | 9     | 11      | 18      | 38    | 6    |
| 1991  | La Havana        | 14    | 23      | 38      | 75    | 5    |
| 1995  | Mar del Plata    | 23    | 20      | 37      | 80    | 5    |
| 1999  | Winnipeg         | 11    | 16      | 30      | 57    | 6    |
| 2003  | Santo Domingo    | 20    | 27      | 32      | 79    | 5    |
| 2007  | Rio de Janeiro   | 18    | 24      | 31      | 73    | 5    |
| 2011  | Guadalajara      | 42    | 41      | 50      | 133   | 4    |
| 2015  | Toronto          | 22    | 30      | 43      | 95    | 6    |
| Total | Total            | 221   | 288     | 502     | 1011  | 6    |

### Inverno
| Ano   | Sede      | Gold. | Silver. | Bronze. | Total | Pos. |
| ----- | --------- | ----- | ------- | ------- | ----- | ---- |
| 1990  | Las Leñas | 0     | 0       | 0       | 0     | 3    |
| Total | Total     | 0     | 0       | 0       | 0     | 3    |